# Neolarra pruinosa
Neolarra pruinosa är en biart som beskrevs av William Harris Ashmead 1890. Neolarra pruinosa ingår i släktet Neolarra och familjen långtungebin. Inga underarter finns listade i Catalogue of Life.

## Bildgalleri

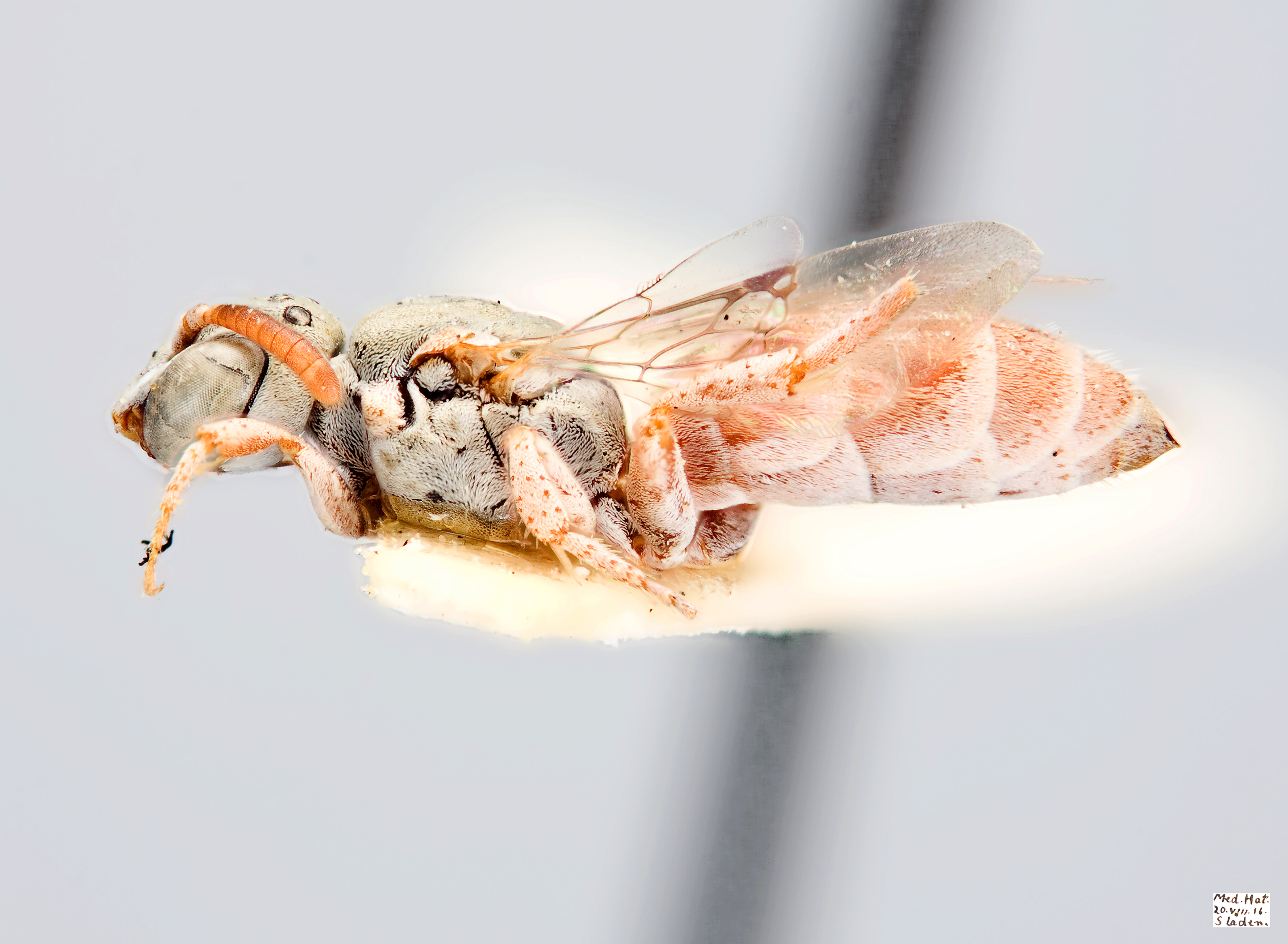